# 歩道・車道バラエティ 道との遭遇
『歩道・車道バラエティ 道との遭遇』（ほどうしゃどうバラエティみちとのそうぐう）は、CBCテレビで2022年4月5日から毎週火曜日の23:56 - 翌0:44（JST）に放送されているバラエティ番組である。通称は『道との遭遇』。

## 概要
全国各地の道路や歩道をテーマにしたバラエティ番組である。歩道や車道について詳しくない素人が、道路や歩道に関する様々な物への愛好家とともに現地へ足を運び、愛好家から知識を得て、その様子を撮影した映像をお笑いコンビのミキ（昴生、亜生）の2人が観る番組である。
2023年（令和5年）3月8日、第47回JNNネットワーク協議会賞にて、エンターテインメント番組部門奨励賞を受賞した。
2024年（令和6年）6月6日、第50回放送文化基金賞にて、エンターテインメント部門最優秀賞を受賞した。選考理由で「『理由のない道はない』というその言葉通り、どんな『道』にも『未知』の物語があり、それを紐解くことで人々の暮らし、地域の歴史が見えてくる。マニアックな探求の中に、人間への好奇心があふれる珠玉のバラエティである。」と評価された。
2025年（令和7年）3月12日、第49回JNNネットワーク協議会賞にて、特別部門特別番組賞を受賞した
。

## 出演者
MC
- ミキ（昴生・亜生）
- ぱにぱにぱにぱにともちんぱ（第18回で昴生のピンチヒッターとして登場）
  - 第49・109回放送の道クイズの司会も担当。

ナレーター
- 浅野真澄
  - 第36回の放送で、夫で漫画家の畑健二郎が道マニアのお供として登場。

- 南部志穂（2023年4月4日 - 、CBCアナウンサー)【 酷道・険道走ってみたら…】

その他
- 道路や歩道などの愛好家、コーナー出演者など

## その他のミニコーナー
ミニコーナーはCBCでの本放送とネット配信でのみOAされ、再放送版およびネット局ではカットされる。
ミキは出演しない。

### 現在
情報通への道
アーティストの紹介やイベントの告知を行うミニコーナー。出演者は楽曲に加えて自身の好きな道を紹介する。

軽トラ女子・三田
揖斐川町出身でグラビアアイドルの三田悠貴が軽トラックに乗り一般道のみを走行し、その自治体の名所を訪れるコーナー。VTRを見ながら呂布カルマがコメントを加える。途中数箇所のチェックポイントを経由する。
- 本州縦断下道旅：2025年2月18日（第147回）- 。山口県下関市の角島からスタートし、青森県へ向かう途中、地元の絶景やグルメを楽しむ。

### 過去
酷道・険道走ってみたら…
2022年4月5日（第1回）- 2024年12月24日（第140回）放送。芸能人（主に男性アイドル）を助手席に乗せ、落石が多い場所や狭くて離合できないなどの過酷な国道（通称：酷道）や県道（通称：険道）を走りながら撮影した映像。出演者は走行中にその場で見たものや出来事を伝える。

名古屋の夜の「道」の映像をお届け
2022年9月27日（第26回）放送分まではタレントやSNSで有名になった人を助手席に乗せ、夜間の名古屋周辺の前面展望を撮影した映像が流されていた。

サウナ通への道
2022年8月16日（第20回）- 2022年9月13日（第24回）放送。清水みさとが様々なゲストとサウナに関するトークをするコーナー｡

名古屋の夜の道で、呂布カルマにハマりたい
2022年10月5日（第27回）放送分から前述の「名古屋の夜の『道』の映像をお届け」に代わり放送開始。グラビアアイドルが夜の名古屋市内を走る車の助手席に座りドライブしているVTRを呂布カルマが見ていく内容。

軽トラ女子・三田
揖斐川町出身でグラビアアイドルの三田悠貴が軽トラックに乗り一般道のみを走行し、その自治体の名所を訪れるコーナー。VTRを見ながら呂布カルマがコメントを加える。途中数箇所のチェックポイントを経由する。
- 愛知一周下道旅：2024年4月2日（第102回）- 2024年5月21日（第109回）。愛知県1周2泊3日330キロ。食事は道程で購入した材料で自炊。道の駅伊良湖クリスタルポルトからスタートし、道の駅筆柿の里・幸田まで。チェックポイントは、道の駅つぐ高原グリーンパーク、道の駅瀬戸しなの、道の駅立田ふれあいの里。
- 三重縦断下道旅：2024年5月28日（第110回）- 2024年7月31日（第119回）。三重県南北縦断2泊3日300キロ。食事は道程で購入した材料で自炊。道の駅パーク七里御浜からスタートし、愛知県境まで。チェックポイントは、道の駅紀伊長島マンボウ、ドライブイン鳥羽、道の駅津かわげ。途中、鵜方駅から松阪駅まで竹内花（愛知県出身）がゲストとして同行した。
- 北海道横断下道旅：2024年8月20日（第122回）- 2024年11月5日（第133回）。北海道横断3泊4日830キロ。知床（道の駅うとろ・シリエトク）を出発し、新千歳空港へ向かう途中、地元グルメ10食を味わう。
- 岐阜一周下道旅：2024年11月26日（第136回）- 2025年2月4日（第145回）。岐阜県1周2泊3日550キロ。土岐市の道の駅土岐美濃焼街道（どんぶり会館）を出発し、岐阜駅へ向かう途中、地元グルメを食べつくす。

呂布カルマ×ちとせよしののグルメドライブ
2024年11月12日・19日（第134回・第135回）放送。ラッパーの呂布カルマとグラビアアイドルのちとせよしのがドライブしながら渥美半島に沿ってドライブチェックポイントでグルメを食すコーナー。道の駅とよはしからスタートし、道の駅田原めっくんはうす、道の駅あかばねロコステーションを経て、道の駅伊良湖クリスタルポルトでゴールした。

## ネット局と放送時間
上述の通り、CBCでの本放送を除き「酷道・険道走ってみたら…」「名古屋の夜の『道』の映像をお届け」などのミニコーナーは未放送。そのため、再放送版・およびネット局では1回30分枠での放送となる。
2023年11月25日、BS-TBSにて『歩道・車道バラエティ道との遭遇 BSに進出スペシャル』を放送。旅のお供に馬場裕之（ロバート）他を迎えての放送となる。
| 放送対象地域  | 放送局                    | 系列    | 放送日時                     | ネット状況 | 備考      |
| ------------- | ------------------------- | ------- | ---------------------------- | ---------- | --------- |
| 中京広域圏    | CBCテレビ（CBC）          | TBS系列 | 火曜 23:56 – 翌0:44          | 制作局     |           |
| 北海道        | 北海道放送（HBC）         | TBS系列 | 火曜 0:29 – 0:59（月曜深夜） | 遅れネット |           |
| 岩手県        | IBC岩手放送（IBC）        | TBS系列 | 土曜 6:15 – 6:45             | 遅れネット | [ 注 23 ] |
| 富山県        | チューリップテレビ（TUT） | TBS系列 | 木曜 0:50 – 1:20（水曜深夜） | 遅れネット |           |
| 岡山県 香川県 | RSK山陽放送（RSK）        | TBS系列 | 金曜 1:25 – 1:55（木曜深夜） | 遅れネット |           |
| 福岡県        | RKB毎日放送（RKB）        | TBS系列 | 木曜 0:55 – 1:25（水曜深夜） | 遅れネット |           |
| 宮崎県        | 宮崎放送（MRT）           | TBS系列 | 木曜 0:56 – 1:26（水曜深夜） | 遅れネット | [ 注 24 ] |
| 静岡県        | 静岡放送（SBS）           | TBS系列 | 火曜 23:56 – 翌0:28          | 遅れネット |           |
| 広島県        | 中国放送（RCC）           | TBS系列 | 土曜 1:13 – 1:43（金曜深夜） | 遅れネット |           |
| 高知県        | テレビ高知（KUTV）        | TBS系列 | 火曜 1:00 – 1:30（月曜深夜） | 遅れネット |           |
| 高知県        | テレビ高知（KUTV）        | TBS系列 | 火曜 16:20 – 16:50           | 遅れネット | 再放送    |
| 長崎県        | 長崎放送（NBC）           | TBS系列 | 木曜 0:56 – 1:26（水曜深夜） | 遅れネット |           |
| 鳥取県 島根県 | 山陰放送（BSS）           | TBS系列 | 日曜 2:15 – 2:45（土曜深夜） | 遅れネット |           |
| 山梨県        | テレビ山梨（UTY）         | TBS系列 | 不定期放送                   | 遅れネット | [ 10 ]    |
| 新潟県        | 新潟放送（BSN）           | TBS系列 | 不定期放送                   | 遅れネット | [ 注 25 ] |
| 石川県        | 北陸放送（MRO）           | TBS系列 | 不定期放送                   | 遅れネット | [ 注 26 ] |
| 近畿広域圏    | 毎日放送（MBS）           | TBS系列 | 不定期放送                   | 遅れネット | [ 注 27 ] |

| 配信元 | 更新日時           | 備考                 |
| ------ | ------------------ | -------------------- |
| TVer   | 水曜 12時00分 更新 | 最新話限定で無料配信 |
| Locipo | 水曜 12時00分 更新 | 最新話限定で無料配信 |

## スタッフ

### 現在のスタッフ
※クレジット順、2022年4月時点
- 構成：渡辺佑欣、橋本修平
- TD：安瀬勇人
- ロケ技術：金起煥
- スタジオ技術：清水利彦
- 音声：田川真之介
- 編集：佐々木勝成
- MA：堀口誠
- タイトルデザイン：にお
- 音効：八木賢二郎
- メイク：清水惇子
- 協力：moi、styleSTYLE
- ディレクター：森健宣、鴇田一樹、源田陽介、大貫翔平
- 演出：飯田亮太
- AP：今西由香
- コーナー制作
  - ディレクター：伊達正人、安富優、木村愛
  - 音効：荒木偉富
  - 編集：木下洋道
- プロデューサー：横山公典、柳橋弘紀、小森耕太郎
- 制作著作：CBCテレビ

### 過去のスタッフ
- 斉藤初音（ - 2023年3月28日、CBCアナウンサー）：「酷道・険道走ってみたら…」

## 収録場所
- 番組開始から収録で使用していた、スタジオのビル（東京都港区新橋1丁目17-1 内田ビル）が老朽化により解体されることが2024年11月19日放送回の最後にミキから発表された。
- 同年11月26日放送回は臨時で、他局が所有するビルのスタジオ（地下）で撮影する様子が紹介された。亜生によるとコーヒーが30円で買えるという。

## イベント
- 2023年3月17日 - スペシャルトークイベント「ミキとマニアと道との遭遇」（CBCホール）[3] - イベントの様子は、同年4月4日にCBCテレビにて放送された[13]。
- 2024年4月29日 - スペシャルイベント「ミキとマニアと道との遭遇」（CBCホール）[14]
- 2024年8月10日 - スペシャルイベント「祝！道の日〜道マニア大集合〜」（CBCホール）[15]